# Yên Khoảnh hầu
Yên Khoảnh hầu (chữ Hán: 燕頃侯; trị vì: 790 TCN-767 TCN), là vị vua thứ 12 của nước Yên - chư hầu nhà Chu trong lịch sử Trung Quốc.
Ông là con của Yên Li hầu- vị vua thứ 11 nước Yên, không rõ tên thật của ông là gì. Năm 791 TCN, Yên Li hầu mất, Yên Khoảnh hầu lên nối ngôi.
Sử sách không ghi rõ những hành trạng của ông trong thời gian ở ngôi cũng như những sự việc xảy ra tại nước Yên dưới thời của ông. Cùng thời gian ông ở ngôi, năm 771 TCN, nhà Chu xảy ra biến loạn, quân Khuyển Nhung giết Chu U Vương, các nước chư hầu đem quân dẹp loạn đưa Chu Bình Vương lên ngôi, mở ra thời Đông Chu trong lịch sử Trung Quốc.
Năm 767 TCN, Khoảnh hầu qua đời. Con ông là Yên Ai hầu lên nối ngôi.